# كريستوفر مايلز
كريستوفر مايلز (بالإنجليزية: Christopher Miles)‏ هو مخرج بريطاني، ولد في 19 أبريل 1939 في لندن في المملكة المتحدة.

## وصلات خارجية
- كريستوفر مايلز على موقع IMDb (الإنجليزية)
- كريستوفر مايلز على موقع ألو سيني (الفرنسية)
- كريستوفر مايلز على موقع أول موفي (الإنجليزية)
- كريستوفر مايلز على موقع قاعدة بيانات الأفلام السويدية (السويدية)
- كريستوفر مايلز على موقع قاعدة بيانات الفيلم (الإنجليزية)
- كريستوفر مايلز على موقع كينوبويسك (الروسية)